# ادوین کمپس
 ادوین کمپس (انگلیسی: Edwin Kempes؛ زاده ۱۲ ژوئن ۱۹۷۶ ‏(۴۸ سال)) یک تنیس‌باز اهل هلند است. 